# Gianfranco Rosi (regista)
Gianfranco Rosi (Asmara, 30 novembre 1963) è un regista e documentarista italiano.
Nel 2013 ha vinto il Leone d'oro alla Mostra del cinema di Venezia con Sacro GRA. Nel 2016 ha vinto l'Orso d'oro al Festival di Berlino con Fuocoammare, per il quale è stato anche candidato all'Oscar al miglior documentario.
Rosi è l'unico regista di documentari ad aver vinto sia il Leone d'oro sia l'Orso d'oro, e l'unico regista oltre a Michael Haneke, Ang Lee, Ken Loach e Jafar Panahi a riuscirci nel ventunesimo secolo.

## Biografia
Nato ad Asmara, in Eritrea, dove lavorava il padre, dirigente della sezione esteri di una banca di proprietà dell'Iri, vi cresce fino ai dodici anni, quando viene evacuato, nel pieno della guerra nazionale di indipendenza. Vive poi a Roma e Istanbul con la famiglia.
Nel 1985, a 23 anni, mentre frequentava da qualche mese la facoltà di medicina all'università di Pisa, si trasferisce a New York per studiare cinema. Si diploma presso la Tisch School of the Arts dell'università di New York col suo primo mediometraggio, Boatman, girato in seguito a un viaggio in India e presentato con successo a vari festival internazionali (Sundance, Locarno, Toronto), venendo poi trasmesso dalle principali emittenti mondiali (BBC, PBS, WDR, Rai). Dirige poi il cortometraggio Afterwords, presentato alla 57ª Mostra internazionale d'arte cinematografica di Venezia.
Ha diretto Pubblicità Progresso e cortometraggi, mentre, come freelance, si è occupato della supervisione creativa al doppiaggio per la Universal, Fox, Paramount e Dreamworks. È stato guest lecturer presso la Tisch School of the Arts, il Centro de Capacitación Cinematográfica di Città del Messico e la Scuola universitaria professionale della Svizzera italiana di Lugano.

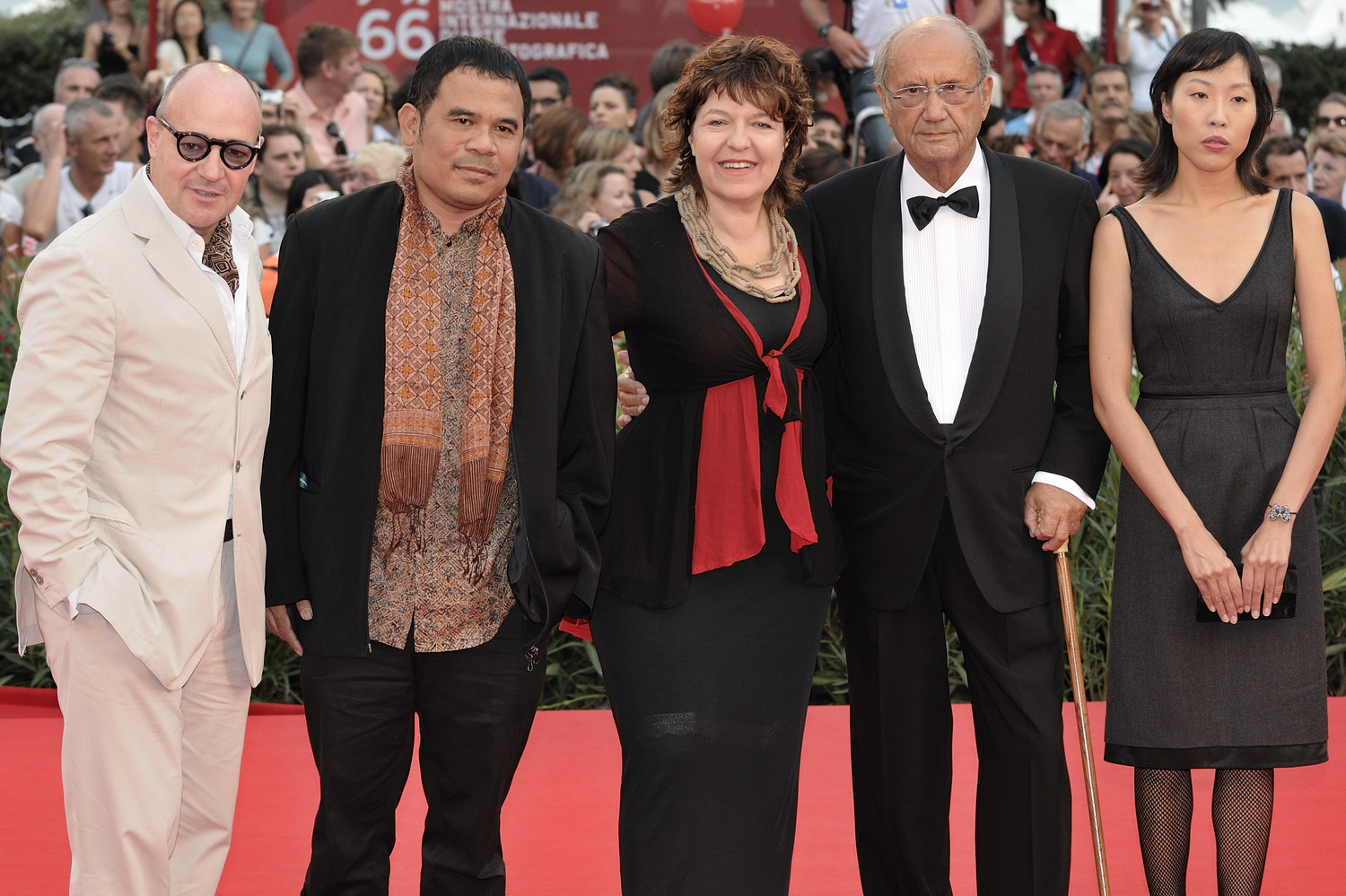
Rosi, primo da sinistra, parte della giuria della sezione Orizzonti alla 66ª Mostra internazionale d'arte cinematografica di Venezia (2009).

Nel 2008, il suo primo lungometraggio Below Sea Level, girato a Slab City, in California, vince il premio per il miglior documentario nella sezione Orizzonti alla 65ª Mostra internazionale d'arte cinematografica di Venezia. La pellicola si aggiudica anche il premio come miglior documentario al Bellaria Film Festival, il Premio Vittorio De Seta per il miglior documentario al Bari International Film Festival 2009 e viene candidato come miglior documentario agli European Film Awards 2009.
Nel 2010 dirige il lungometraggio El sicario - Room 164, film-intervista su un sicario messicano. Il film, oggetto di critiche contrastanti, vince il premio Fipresci alla 67ª Mostra internazionale d'arte cinematografica di Venezia. Si aggiudica inoltre il premio Doc/It come miglior documentario italiano dell'anno e quello per miglior film al DocLisboa 2010 e al Doc Aviv 2011.
Nel 2013 il suo film Sacro GRA vince il Leone d'oro al miglior film alla 70ª Mostra internazionale d'arte cinematografica di Venezia, diventando il primo documentario di sempre a vincere il premio e il primo film italiano a vincerlo dai tempi di Così ridevano (1998).
Il suo successivo docufilm, Fuocoammare (2016), girato sull'isola di Lampedusa, isola-simbolo della crisi europea dei migranti, vince l'Orso d'oro al Festival di Berlino 2016. Il film viene scelto come rappresentante dell'Italia all'Oscar per il miglior film straniero, ma, pur non riuscendo ad entrare nella rosa finale, ottiene una candidatura all'Oscar al miglior documentario.
Nel 2020 presenta Notturno in concorso alla 77ª Mostra internazionale d'arte cinematografica di Venezia che successivamente verrà proposto per rappresentare l'Italia agli Oscar nella categoria "Miglior film internazionale". 
Dalla ex moglie, Anna, ha avuto una figlia all'inizio degli anni duemila.

## Filmografia
- Car Wash - cortometraggio (1985)
- Coney Island - cortometraggio (1985)
- Roosevelt Island - cortometraggio (1986)
- Vaudeville - cortometraggio (1987)
- Boatman - mediometraggio documentario (1993)
- Afterwords - cortometraggio (2001)
- Below Sea Level - documentario (2008)
- El sicario - Room 164 - documentario (2010)
- Sacro GRA - documentario (2013)
- Fuocoammare - documentario (2016)
- Notturno - documentario (2020)
- In viaggio - documentario (2022)
- Sotto le nuvole - documentario (2025)

## Riconoscimenti
- Premio Oscar
  - 2017 – Candidatura al miglior documentario per Fuocoammare
- Festival di Berlino
  - 2016 – Orso d'oro per Fuocoammare
- Mostra internazionale d'arte cinematografica
  - 2008 – Premio Orizzonti al miglior documentario per Below Sea Level
  - 2008 – In concorso (Orizzonti) con Below Sea Level
  - 2008 – In concorso per il Queer Lion con Below Sea Level
  - 2010 – Premio FIPRESCI per El sicario - Room 164
  - 2010 – In concorso (Orizzonti) con El sicario - Room 164
  - 2013 – Leone d'oro per Sacro GRA
  - 2020 – In concorso per il Leone d'oro con Notturno
- European Film Awards
  - 2009 – Candidatura al miglior documentario per Below Sea Level
  - 2014 – Candidatura al miglior documentario per Sacro GRA
  - 2016 – Miglior documentario per Fuocoammare
- David di Donatello
  - 2014 – Candidatura al miglior documentario per Sacro GRA
  - 2016 – Candidatura al miglior film per Fuocoammare
  - 2016 – Candidatura al miglior regista per Fuocoammare
- Nastro d'argento
  - 2014 – Premio speciale della giuria per Sacro GRA
  - 2016 – Miglior documentario per Fuocoammare
- Ciak d'oro
  - 2014 – Miglior sonoro per Sacro GRA[19]
- Premio César
  - 2017 – Candidatura al miglior documentario per Fuocoammare
- Globo d'oro
  - 2016 – Gran premio della stampa estera per Fuocoammare